# Athletic Club Barnechea
L'Athletic Club Barnechea est un club de football chilien basé à Santiago du Chili.

## Histoire
Le club évolue deux fois en première division : lors du Tournoi d'ouverture 2014, puis lors du Tournoi de clôture 2015. Il se classe 10e sur 18 lors du Tournoi d'ouverture, avant de terminer bon dernier lors du Tournoi de clôture.

## Palmarès
- Tercera División (quatrième division)
  - Champion : 2011

## Joueurs emblématiques
- Nicolás Maturana